# Charles Vane-Tempest-Stewart, 6. markýz z Londonderry
Charles Stewart Vane-Tempest-Stewart, 6. markýz z Londonderry (Charles Stewart Vane-Tempest-Stewart, 6th Marquess of Londonderry, 6th Earl of Londonderry, 4th Earl Vane, 6th Viscount Castlereagh, 4th Viscount Seaham,6th Baron Londonderry) (16. července 1852, Londýn, Anglie – 8. února 1915, Londýn, Anglie) byl britský státník ze šlechtického rodu Stewartů. Jako člen Konzervativní strany zastával v britských vládách funkce místokrále v Irsku (1886–1889) a ministra školství (1902–1905). Zastával také řadu dalších čestných funkcí a byl rytířem Podvazkového řádu. Patřil k nejbohatším aristokratům v Británii, kromě několika honosných rodových sídel v Irsku a Anglii vlastnil výnosné uhelné doly v hrabství Durham. Jeho syn 7. markýz z Londonderry byl ministrem v několika britských vládách.

## Kariéra

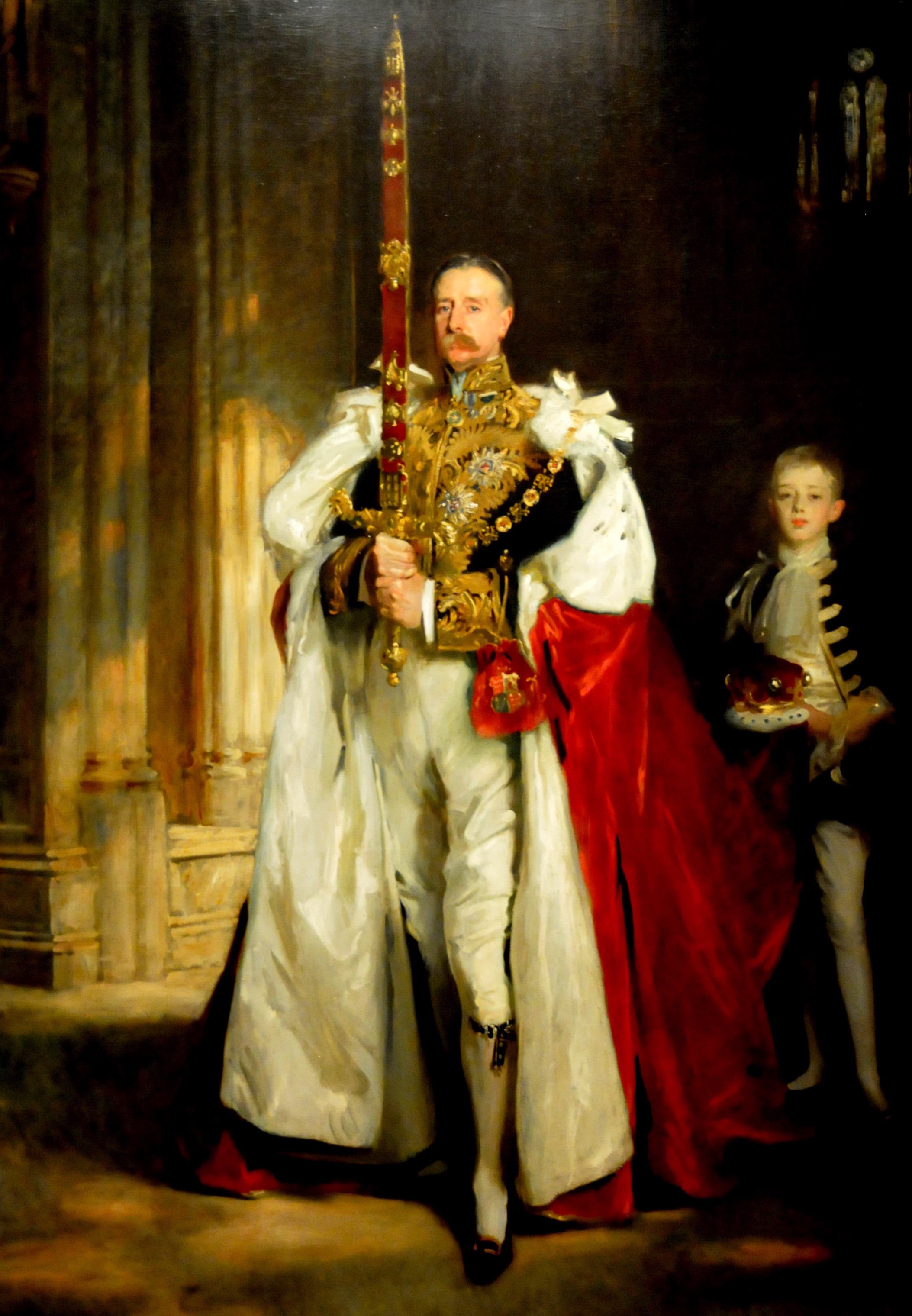
6. markýz z Londonderry při korunovaci Edaurda VII. (1902)

Studoval v Etonu a Oxfordu, v letech 1878–1884 byl za Konzervativní stranu členem Dolní sněmovny, poté po otci zdědil rodové tituly a vstoupil do Sněmovny lordů (1884; v Horní sněmovně zasedal jako hrabě Vane, protože vyšší titul markýze platil jen pro Irsko). V roce 1885 se vrátil k rodovému jménu Stewart (respektive Vane-Tempest-Stewart). V Salisburyho vládě zastával funkci místokrále v Irsku (1886–1889), od roku 1888 byl členem Tajné rady a téhož roku obdržel Podvazkový řád. Ve třetím Salisburyho kabinetu byl generálním poštmistrem (1900–1902) a prezidentem úřadu pro školství (1902–1905)., v letech 1903–1905 byl zároveň prezidentem Tajné rady.
Zastával též řadu čestných funkcí v irských a anglických hrabstvích, kde měl majetek. Byl lordem-místodržitelem v Belfastu (1900–1903) a v Downshire (1902–1915), dále byl starostou v Durhamu (1910–1911), mimoto byl smírčím soudcem a zástupcem místodržitele v několika dalších hrabstvích.

## Rodina a majetek

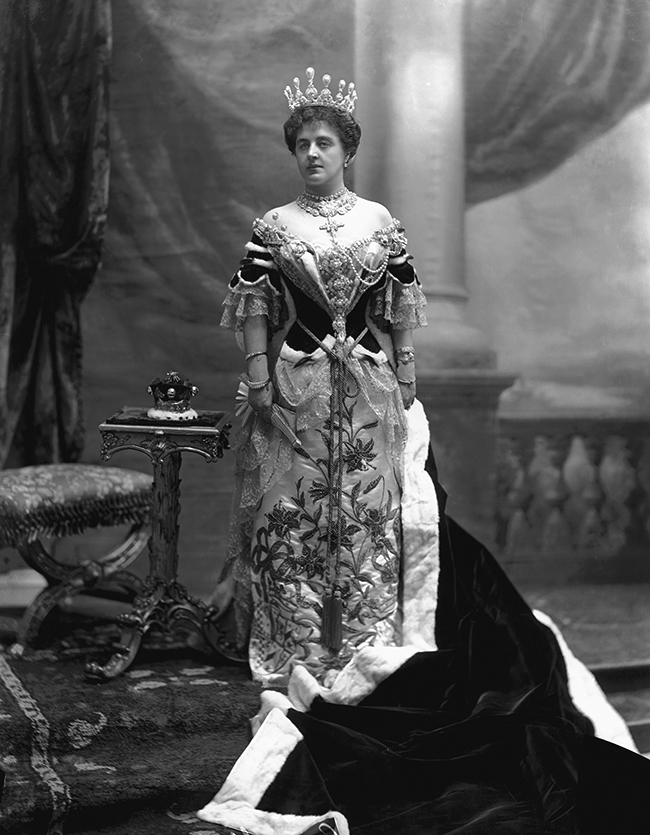
Theresa Vane, rozená Talbot, markýza z Londonderry (1902)

Jeho manželkou byla Theresa Chetwynd-Talbot (1855–1919), dcera 19. hraběte ze Shrewsbury. Syn Charles (1878–1949) byl dědicem titulů, dcera Helen (1876–1956) se provdala za 6. hraběte z Ilchesteru.
Po předcích zdědil rozsáhlý majetek v Irsku a severovýchodní Anglii, vlastnil pozemky o rozloze přibližně 20 000 hektarů. V Irsku byl hlavním rodovým sídlem zámek Mount Stewart (Downshire), v hrabství Durham zámky Wynyard Park a Seaham Hall. Při pobytech v Londýně užívala rodina palác Londonderry House zakoupený třetím markýzem v roce 1819. Vysoké výnosy přinášela rodině těžba uhlí v hrabství Durham.